# Detlef Haberland
Detlef Haberland (* 25. Februar 1953 in Teltow) ist ein deutscher Germanist und Professor für Neuere Deutsche Literatur.
Haberland studierte Deutsch, Spanisch und Altamerikanistik sowie vergleichende Religionswissenschaft an den Universitäten in Bonn und Zürich. Er war von dem Wintersemester 1992/1993 bis Wintersemester 1999/2000 als Lehrbeauftragter, später dann als Professor an der Universität zu Köln tätig. Haberland ist seit 2007 als wissenschaftlicher Mitarbeiter an dem Bundesinstitut für Kultur und Geschichte der Deutschen im östlichen Europa in Oldenburg tätig; von 2010 bis 2018 war er ebenfalls als außerplanmäßiger Professor der Carl von Ossietzky Universität tätig. Er ist gegenwärtig Präsident des mitteleuropäischen Germanistenverbandes (MGV).

## Veröffentlichungen (Auswahl)
- als Hrsg.: Buch und Wissenstransfer in Ostmittel- und Südosteuropa in der Frühen Neuzeit. Beiträge der Tagung an der Universität Szeged vom 25.–28. April 2006. München 2007.
- Hrsg. mit Csaba Földes: Nahe Ferne – ferne Nähe. Zentrum und Peripherie in deutschsprachiger Literatur, Kunst und Philosophie. Narr Francke Attempto, Tübingen, 2017, ISBN 978-3-8233-8077-1.